# Lambertus Antonius Claessens

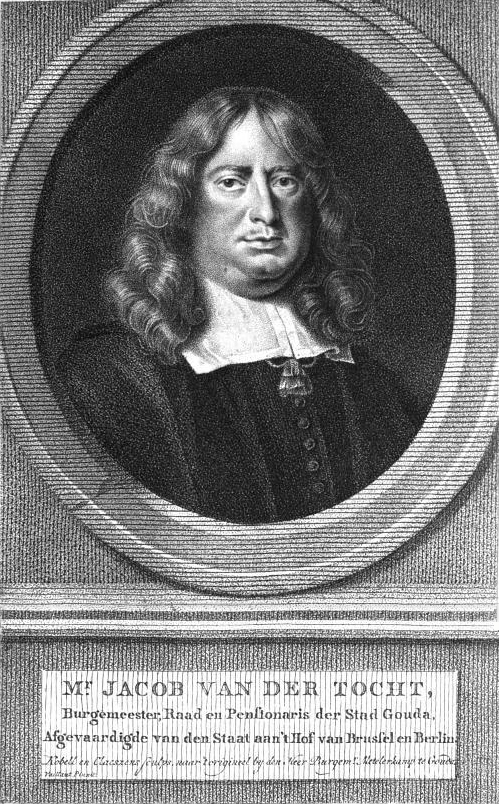
Jacob van der Tocht av Claessens.

Lambertus Antonius (eller Lambert Anton) Claessens, född den 21 november 1763 i Antwerpen, död den 6 oktober 1834 i Rueil-Malmaison, var en flamländsk kopparstickare.
Claessens var först verksam som landskapsmålare i Antwerpen men övergick till kopparsticket och blev elev till Francesco Bartolozzi i London. Han var senare verksam i Amsterdam och Paris. Bland Claessens stora, skickligt utförda, men i förhållande till originalen ganska fria stick efter berömda mästare kan nämnas Nattvakten efter Rembrandt och Korsnedtagningen efter Rubens samt ett antal porträtt.